# Technische Universiteit Istanbul
De Technische Universiteit van Istanbul (ITU, Turks: İstanbul Teknik Üniversitesi) is een technische universiteit in Turkije, gevestigd in Istanbul.

## Enkele bekende alumni
- Samim John Ganst
- Emin Halid Onat
- Süleyman Demirel
- Turgut Özal
- Necmettin Erbakan
- Ahmet Orhan Arda
- Mustafa Inan